# Jacques Delaporte (musicien)
Pour les articles homonymes, voir Delaporte.
Ne doit pas être confondu avec Jacques Delaporte.
Jacques Delaporte, né le 22 juin 1947 à Paris et mort le 13 mars 2025 à Colombes, est un musicien, auteur-compositeur-interprète et acteur français, principalement connu pour son rôle au sein du Grand Orchestre du Splendid, formation musicale fondée en 1977.

## Biographie
En 1977, Jacques Delaporte cofonde Le Grand Orchestre du Splendid avec, entre autres, les frères Xavier et Frédéric Thibault, fils du comédien Jean-Marc Thibault. Le groupe se fait initialement remarquer en revisitant avec humour et dérision des standards du jazz et du swing, notamment ceux de Duke Ellington et de Ray Ventura. Leur style mêle jazz, reggae, swing, salsa, mambo et ska, le tout agrémenté de textes parodiques et insolents.
Parmi les succès du groupe, auxquels Jacques Delaporte a contribué en tant qu'auteur-compositeur, on peut citer :
- La Salsa du démon (1980) – Single vendu à près de 800 000 exemplaires[3]
- Macao (1979)
- Radio Pirate (1981)
- Le Grand Léchant Mou (1987)

En 1982, un documentaire télévisé leur est consacré. Le Grand Orchestre du Splendid crée également deux comédies musicales : Tam Tam au pays des noirs-blancs en 1986 et Couac en 1992, qui assoient leur succès et leur popularité.
Il meurt le 13 mars 2025 à Colombes, à l'âge de 78 ans, des suites d'une maladie ,.

## Discographie sélective
- 1978 : Le Grand Orchestre du Splendid
- 1980 : Théâtre de la Porte-Saint-Martin (album live)
- 1981 : La Kermesse égyptienne
- 1996 : Amusez-vous !
- 2000 : Le Swing me soigne
- 2002 : J'suis snob ! Le Splendid chante Boris Vian
- 2005 : Le Jazz à travers les zzaJ

## Musique de film
- 1976 : Le Pont de singe
- 1979 : Les héros n'ont pas froid aux oreilles
- 1984 : Marche à l'ombre
- 1986 : Les Frères Pétard
- 1986 : Nuit d'ivresse
- 1991 : Les Secrets professionnels du docteur Apfelglück

## Filmographie
- 1977 : Vous n'aurez pas l'Alsace et la Lorraine
- 1984 : Marche à l'ombre
- 1985 : Sac de noeuds : chauffeur du camion
- 1986 : Nuit d'ivresse : le pianiste
- 1987 : Les Keufs : l'inspecteur « MacDo »
- 1987 : Objectif Nul : le Grand Léchant Mou
- 1988 : Sans peur et sans reproche
- 1991 : Ma vie est un enfer
- 1998 : Un grand cri d'amour : le chauffeur de taxi
- 1999 : Astérix et Obélix contre César : Alambix